# Krenglbach
Krenglbach ist eine österreichische Gemeinde im Hausruckviertel im Bezirk Wels-Land in Oberösterreich mit 3260 Einwohnern (Stand 1. Jänner 2025).

## Geografie
Der Ort Krenglbach liegt auf einer Höhe von 310 m ü. A. nordwestlich von Wels. Die Entwässerung des Gemeindegebietes erfolgt durch den Krenglbach, der im Süden entspringt und im Norden in den Innbach mündet. Die bewaldeten Höhen im Süden sind bis zu 400 Meter hoch.
Die Ausdehnung beträgt von Nord nach Süd 5,2 und von West nach Ost 4,7 Kilometer. Die Gesamtfläche umfasst 15,34 Quadratkilometer. Zwei Drittel der Fläche werden landwirtschaftlich genutzt, 15 Prozent sind bewaldet.

### Gemeindegliederung
Das Gemeindegebiet umfasst folgende 22 Ortschaften (in Klammern Einwohnerzahl Stand 1. Jänner 2025):
- Achleiten (3)
- Alkrucken (107)
- Au (14) (auch Pichl bei Wels)
- Elmischhub (22)
- Forst (296)
- Geigen (33)
- Gfereth (301)
- Gölding (231)
- Haiding (235)
- Holzhäuser (25)
- Hungerberg (10)
- Kalteneck (227)
- Katzbach (443)
- Krenglbach (632)
- Nadernberg (64)
- Oberham (45)
- Öhlgraben (14)
- Radgattern (20)
- Schmiding (200)
- Unrading (43)
- Wieshof (235)
- Wundersberg (60)

Die Gemeinde besteht aus den Katastralgemeinden Haiding, Katzbach und Schmiding.
Die Gemeinde gehört zum Gerichtsbezirk Wels.

### Nachbargemeinden
|                | Wallern an der Trattnach (GR)               |             |
| Pichl bei Wels | Kompassrose, die auf Nachbargemeinden zeigt | Buchkirchen |
|                | Gunskirchen                                 | Wels        |

## Geschichte
Im Jahre 985 wurde der Ort Chrenginpach als Standort einer Taufkirche des hl. Stephanus erstmals urkundlich erwähnt. 1160 findet man Chrengelbach in einer Urkunde des Stiftes Reichersberg am Inn. Zur Zeit der Reformation bekannten sich viele Bewohner zum lutherischen Glauben. Die Pfarre war der Oberhoheit der Pfarre St. Marienkirchen an der Polsenz unterstellt. Während der Gegenreformation ließ Kaiserin Maria Theresia als Maßnahme der Katholiken eine Missionsstation errichten.
1784 wurde Krenglbach wieder eine selbständige Pfarre. Die Familie Kapsamer stellte von 1688 bis 1823 die Schulmeister in der vom Stift St. Florian unterhaltenen Pfarrschule. Einige Mitglieder dieser Familie waren Schöpfer vieler bemalter Bauernmöbel, bekannt als Gunskirchner Möbel.
1861 wurde die Bahnstrecke Wels–Passau eröffnet, von der im Ortsteil Haiding die Aschacher Bahn abzweigt.

### Einwohnerentwicklung
Die rasche Zunahme der Bevölkerungszahl der letzten Jahrzehnte erfolgte, da sowohl Geburtenbilanz als auch Wanderungsbilanz positiv waren.

## Kultur und Sehenswürdigkeiten

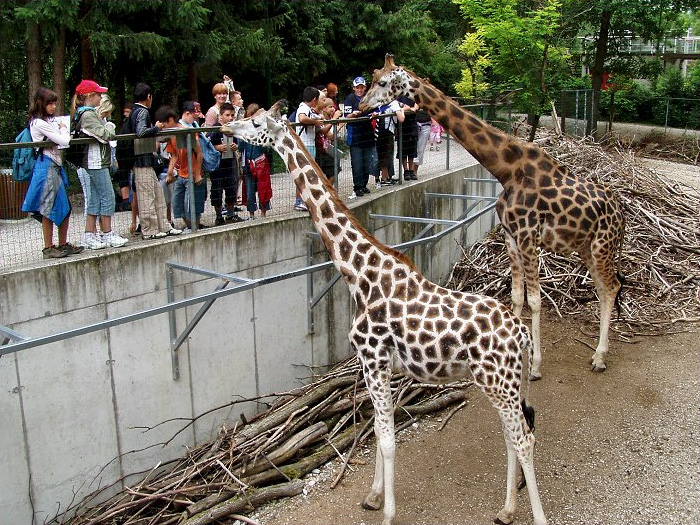
Zoo Schmiding

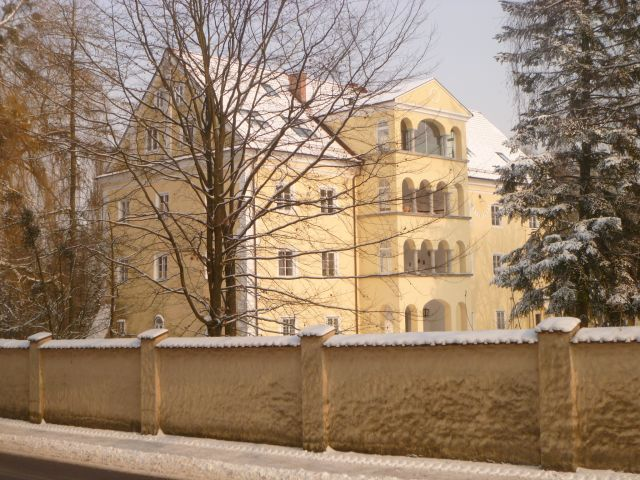
Schloss Schmiding

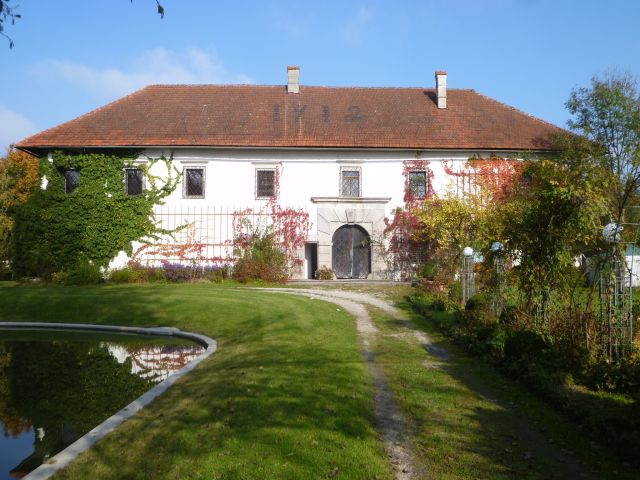
Schloss Haiding

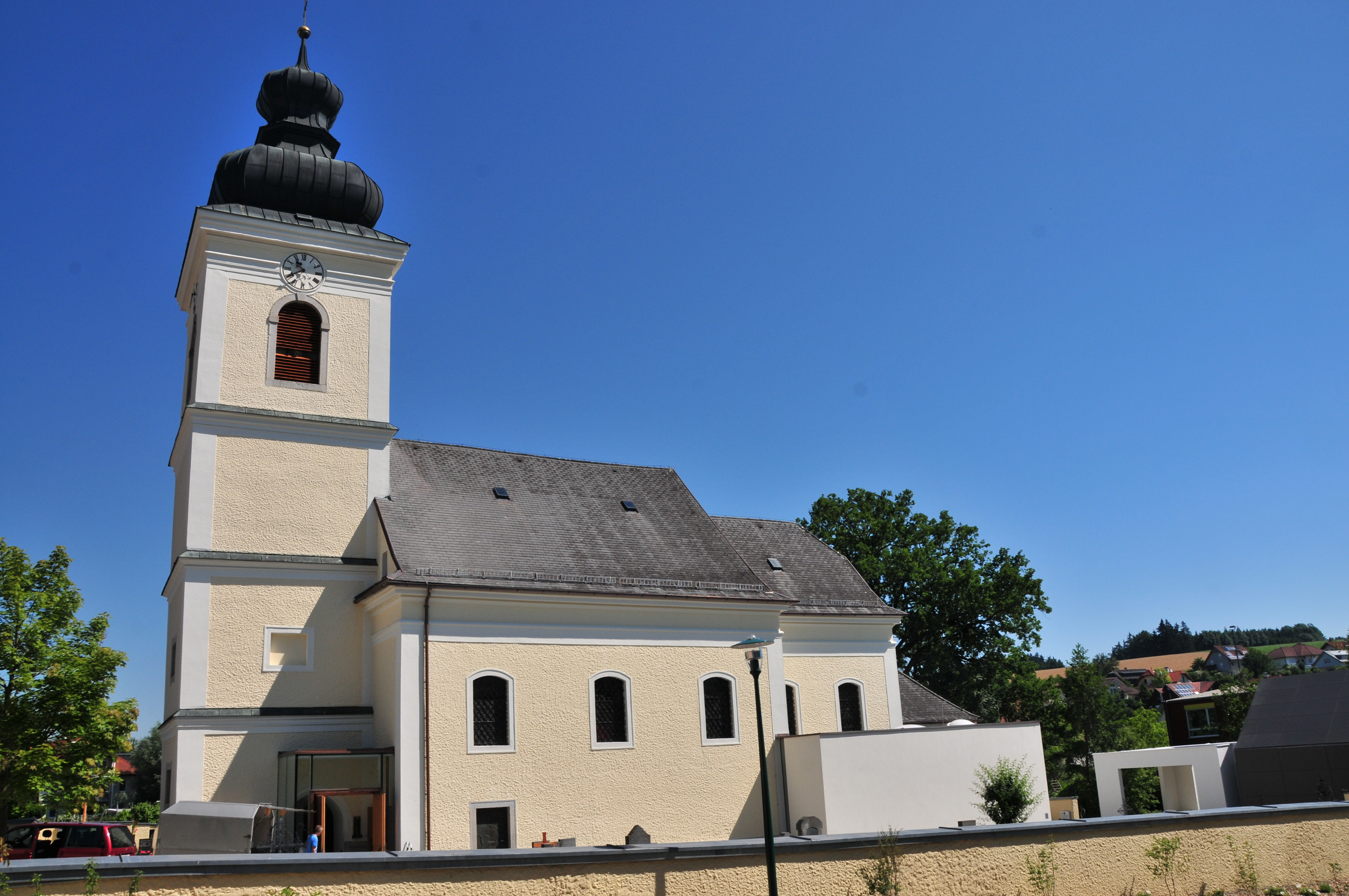
Pfarrkirche Krenglbach

- Wanderwege 50 km
- Zoo Schmiding: der Zoo ist die meistbesuchte Sehenswürdigkeit
- Schloss Schmiding[5]: urkundlich erstmals 1100 erwähnt, heute im Besitz der Familie Artmann die auf dem angrenzenden Areal den Zoo Schmiding vormals Vogelpark Schmiding bzw. Zoologischer Garten Schmiding errichtete.
- Pfarrkirche Krenglbach
- Schloss Haiding: Wasserschloss, 1340 erstmals erwähnt. Nach langen Zeiten des Verfalls wurde es ab 1970 renoviert und der Öffentlichkeit zugänglich gemacht. So wird heute im Schloss – von etwa Ende des Sommers bis November – Kunst dargeboten, Literatur, Ausstellungen, Musik und Schauspiel.
- Bodenlehrpfad Krenglbach

## Wirtschaft und Infrastruktur

### Firmen
(Quelle: )
- AH Tech GmbH[7]
- Speed Tec[8]
- IEP Hüttmair GmbH[9]
- KATI Anrufsammelbus[10]

## Vereine
- Siedlerverein Krenglbach
- Sportverein Krenglbach
- Freiwillige Feuerwehr Krenglbach
- Freitraum - Krenglbacher Verein für Ökologie, Utopie und Kultur
- Initiative für Krenglbach
- Arbö Krenglbach-Pichl
- Landjugend Krenglbach
- Liedertafel Krenglbach
- Musikverein Krenglbach
- Die Kinderfreunde, Ortsgruppe Krenglbach
- Pensionisten Verband Österreich, Ortsgruppe Krenglbach

### Wirtschaftssektoren
Während die Anzahl der Erwerbstätigen in der Landwirtschaft von 2001 bis 2011 abnahm, blieb sie im Produktionssektor stabil und nahm im Dienstleistungssektor stark zu. Darin war der Bereich freiberufliche Dienstleistungen mit 411 Beschäftigten der wichtigste Sektor.
| Wirtschaftssektor            | Anzahl Betriebe | Anzahl Betriebe | Erwerbstätige | Erwerbstätige |
| Wirtschaftssektor            | 2011            | 2001            | 2011          | 2001          |
| ---------------------------- | --------------- | --------------- | ------------- | ------------- |
| Land- und Forstwirtschaft 1) | 44              | 58              | 32            | 46            |
| Produktion                   | 35              | 19              | 180           | 178           |
| Dienstleistung               | 156             | 65              | 725           | 306           |

1) Betrieb
|  | Krenglbach ist eine Auspendlergemeinde. Von den 1555 Erwerbstätigen, die 2011 in der Gemeinde lebten, arbeiteten 287 lokal, mehr als achtzig Prozent pendelten aus. In Krenglbach gibt es einen Kindergarten und eine Volksschule. | Die zur Anzeige dieser Grafik verwendete Erweiterung wurde dauerhaft deaktiviert. Wir arbeiten aktuell daran, diese und weitere betroffene Grafiken auf ein neues Format umzustellen. (Mehr dazu) |

### Bildung

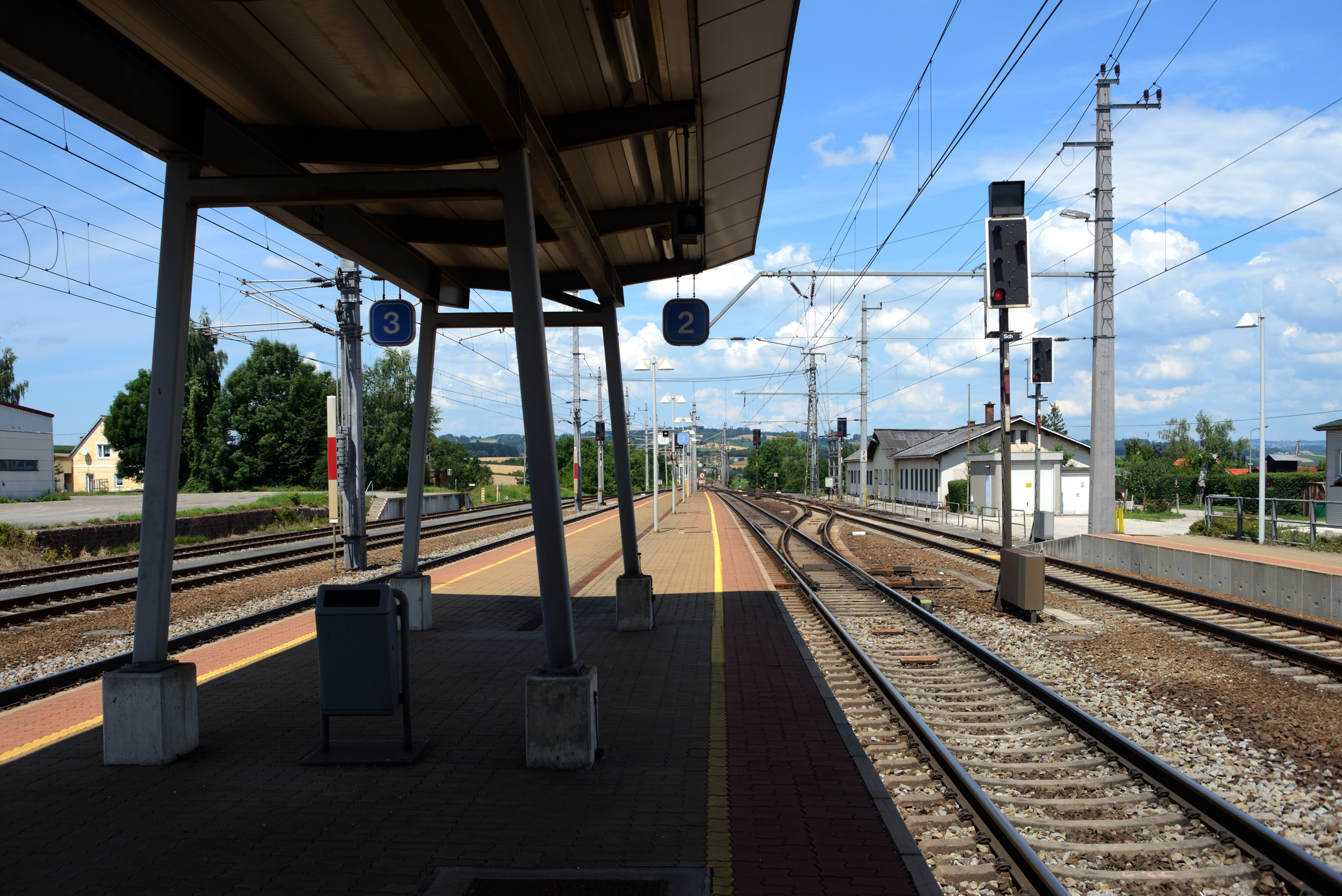
Bahnhof Haiding

### Verkehr
- Eisenbahn:  Durch das Gemeindegebiet verlaufen die Bahnstrecke Wels–Passau und die Aschacher Bahn. Der Bahnhof Wels an der Westbahn ist weniger als zehn Kilometer entfernt.[15]
- Straße: Durch den Süden der Gemeinde verläuft die Innkreis Autobahn A8.

## Politik
Der Gemeinderat hat 25 Mitglieder.

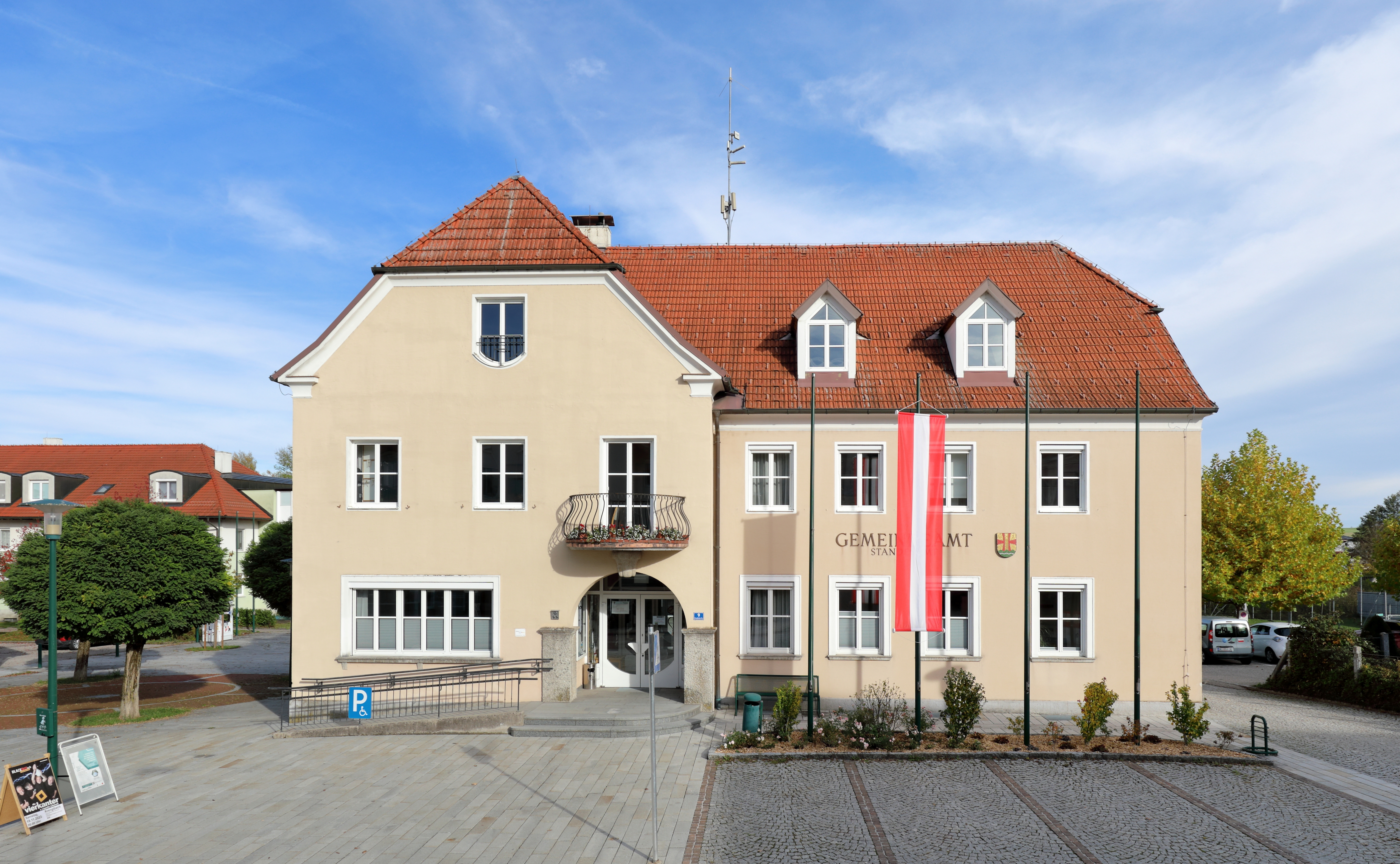
Gemeindeamt von Krenglbach

- Mit den Gemeinderats- und Bürgermeisterwahlen in Oberösterreich 2003 hatte der Gemeinderat folgende Verteilung: 12 SPÖ, 8 ÖVP, 3 FPÖ und 2 GRÜNE.
- Mit den Gemeinderats- und Bürgermeisterwahlen in Oberösterreich 2009 hatte der Gemeinderat folgende Verteilung: 13 SPÖ, 7 ÖVP, 3 FPÖ und 2 GRÜNE.
- Mit den Gemeinderats- und Bürgermeisterwahlen in Oberösterreich 2015 hatte der Gemeinderat folgende Verteilung: 9 SPÖ, 7 ÖVP, 5 FPÖ und 4 GRÜNE.
- Mit den Gemeinderats- und Bürgermeisterwahlen in Oberösterreich 2021 hat der Gemeinderat folgende Verteilung: 9 SPÖ, 7 ÖVP, 4 GRÜNE, 3 FPÖ und 2 BLiK (Bürgerliste Krenglbach).[16][17]

### Bürgermeister
Bürgermeister seit 1855 waren:
- 1855–1858 Peter Kraxberger
- 1858–1861 Philipp Kreuzmair
- 1861–1864 Mathias Pöchmüller
- 1864–1870 Alois Pöchmüller
- 1870–1873 Simon Muckenhuber
- 1873–1876 Johann Obermayr
- 1876–1879 Simon Muckenhuber
- 1879–1882 Josef Kraxberger
- 1882–1885 Filipp Neuwirth
- 1885–1894 Peter Silberhuber
- 1894–1897 Philipp Neuwirth
- 1897–1900 Josef Moser
- 1900–1906 Mathias Kraxberger
- 1906–1912 Josef Berger
- 1912–1919 Peter Kraxberger
- 1919–1924 Josef Berger
- 1924–1935 Josef Silberhuber
- 1935–1942 Ferdinand Lichtenwagner
- 1942–1945 Josef Auinger
- 1945–1949 Ferdinand Lichtenwagner
- 1949–1961 Johann Kraxberger
- 1961–1991 Josef Silberhuber
- 1991–2006 Egon Maurerberger (SPÖ)
- 2006–2010 Johann Zauner-Penninger (SPÖ)
- seit 2011 Manfred Zeismann (SPÖ)[19]

### Wappen
Offizielle Beschreibung des Gemeindewappens: In Gold auf grünem, dreimal gewelltem Schildfuß, darin eine silberne Wellenleiste, ein rotes, anstoßendes, durch einen Pfahl gespaltenes Tatzenkreuz. Die Gemeindefarben sind Grün-Weiß-Grün.
Das Gemeindewappen wurde 1984 durch die oberösterreichische Landesregierung verliehen. Es zeigt mit dem Tatzenkreuz das Wappen des Stiftes St. Florian, zu dem die Pfarre Krenglbach seit dem Mittelalter gehört. Die Zweiteilung symbolisiert die beiden christlichen Konfessionen in der Gemeinde, von denen der Protestantismus zur Zeit der Reformation stark verbreitet war. Die Wellenleiste steht für den namensgebenden Krenglbach.

### Gemeindepartnerschaften
- seit 1994  Császártöltés, Ungarn[21]

## Persönlichkeiten

### Sohne und Töchter der Gemeinde
- Anton Reidinger (1839–1912), Pfarrer, Mundartdichter, Verfasser des Weihnachtsliedes Es wird scho glei dumpa
- Ernst Mayrhofer[22] (1935–2000),  Schnitzer, Restaurator, Figurenfasser und Hintergrundmaler
- Helmut Schreiner (1942–2001), Jurist, Hochschullehrer, Politiker, Präsident des Salzburger Landtags
- Walter Aichinger (1953–2024), Arzt und Politiker, Präsident des Landesverbandes Oberösterreich vom Roten Kreuz

### Personen mit Bezug zur Gemeinde
- Hans-Peter Vertacnik (* 1956), Autor